# Гешем (дождь)
Гешем (от др.-евр. גֶּשֶׁם‬ — «зимний дождь», «большой дождь») — зимний дождь в Израиле, выпадающий от середины декабря до середины или конца марта, напояет землю влагой, наполняет цистерны и питает источники. В Мишне зима называется «периодом дождей» (ימות הגשמים‎). Это явление характерно для средиземноморского климата, в котором существует прекращение дождей в летний сезон, за редким исключением мелких местных дождей под влиянием циклонов.

## Этимология
Слово гешем встречается в Торе и Танахе, где его употребляют для обозначения зимнего ливня (проливного дождя), затопляющего всё (Быт. 7:12), иногда со снегом (Ис. 55:10), а обильный даже обозначают множественным числом (Езд. 10:9):

Если вы будете поступать по уставам Моим и заповеди Мои будете хранить и исполнять их, то Я дам вам дожди в своё время, и земля даст произрастения свои, и дерева полевые дадут плод свой.
— Лев. 26:4

## Приметы
В семитской культуре, живя в засушливом климате, дождь считается Божьим даром (Иов. 37:6), первоначально, однако, дождь как сила, оплодотворяющая землю, признавался ханаанеянами атрибутом Баала (Пс. 28). Год в Израиле распадается на две части — сухую и дождливую; первая продолжается с начала мая до начала октября, и дожди уже во вторую половину мая считаются большой редкостью. Дождливое время года делится на три части:
1. Период ранних дождей (יורה‎, йоре) в октябре и ноябре — эти дожди размягчают почву и приспособляют её к запашке и засеву.
2. Время сильных зимних дождей (גשם‎, гешем) — напояют землю влагой, наполняют цистерны и питают источники; оно продолжается от середины декабря до середины или конца марта.
3. Период поздних дождей (מלקוש‎, малкош) в апреле и мае — эти дожди всегда имеют особенно важное значение, так как доставляют уже поднявшимся хлебам влагу для борьбы с начавшимся зноем, без чего пропал бы напрасно весь человеческий труд. Наиболее важным условием для хорошей жатвы в Израиле во все времена служили обильные зимние и поздние дожди, и опоздание последних влекло за собою всегда весьма гибельные последствия для урожая, поэтому о дожде молились.

## Молитва о дожде
Евреи с древности стали использовать обозначение дождя как символ и поэтическую метафору, зимний дождь גשם‬ (гешем) в иудаизме связывают с воскресением мёртвых по созвучию с арамейским словом גושמא (гушма — «тело», Дан. 4:30). У евреев средством против засухи была молитва. Первосвященник в Йом-кипур, молясь в святая святых за весь мир, просил прежде всего о дожде. Праздник Шмини Ацерет — день решения о дожде и Биркат гешем (молитву о дожде) читают в девятом славословии о воскресении мёртвых (Биркат ха-шаним) Шемоне-Эсре на седьмой день тишри, так как дождь оживляет произведения земли. Этот срок установлен раввином Гамлиэлем с той целью, чтобы паломники-жители Востока, возвращаясь из Иерусалима домой, имели в распоряжении пятнадцать дней после праздника Суккот, в течение которых они достигли бы реки Евфрата. За пределами Израиля вставку о дожде читают только по истечении шестидесяти дней после осеннего равноденствия. Вставка опускается с первого дня Песаха до следующего Шмини Ацерета, так как летом дождь обыкновенно может испортить урожай.
В ашкеназской традиции «гешемом» называют пиюты в дополнительном богослужении Шмини Ацерета, предшествующие провозглашению кантором в первый раз формулы «Он управляет дуновением ветра и падением дождя», каковая формула, начиная с этого дня произносится в молитве «Шемоне-Эсре» всю зиму до первого дня Песаха, так как летом в Израиле дожди составляют редкость. Все пиюты заканчиваются молитвою о дожде ради заслуг Авраама, Исаака, Якова, Моисея, Аарона и двенадцати колен. Ашкеназский махзор содержит ряд пиютов, из которых наиболее характерен тот, в котором исчисляются земледельческие работы, соответствующие каждому месяцу, и влияние, оказываемое на них созвездиями зодиака, причём нисану соответствует овен. В старых махзорах текст пиюта украшен изображениями двенадцати знаков зодиака. В молитве «Кадиш» перед дополнительным богослужением в эти дни слышатся также обыкновенно ноты Дней покаяния. Затем кантор громогласно провозглашает «ибо Ты, Господи, Боже наш, управляешь дуновением ветра и выпадением дождя на благословение, а не на проклятие, на урожай, а не на недород, на жизнь, а не на смерть», и на каждый из этих призывов молящиеся отвечают «аминем». Весь богослужебный чин Гешема, начиная от Кадиша пeред дополнительным богослужением до провозглашения самой формулы сопровождается особой традиционной мелодией. В Шмини Ацерет перед дополнительным богослужением произносят поминальные молитвы и молитвы о дожде.
При отсутствии дождя полагается целая серия постов, которые известны под именем בה״ב‎ (шени, хамиши ве-шени — пост в понедельник, четверг и понедельник). Если дождя нет до первого кислева, то бет-дин устанавливает всеобщий пост в определённые дни в течение трёх следующих недель. Если это средство оказывается безрезультатным, то бет-дин устанавливает ещё раз трёхдневный пост со всеми строгостями великого поста Йом-кипура. Если и после этого дождя нет, бет-дин устанавливает дальнейшие семь постов, в которые трубят в шофар. Во время постов произносят молитву, вызывающую дождь — Ана адонай и Хаву. Эта церемония совершается на публичном месте среди города и старейшие члены общины проповедуют при этом покорность и смирение. Если появляется дождь среди поста, то этот день заканчивается чтением Целого галеля. Кроме того, произносится установленное благословение «благодарим Тебя, Боже, за каждую дождевую каплю, которую Ты ниспослал нам».